# Norton Big Four-serie
De Norton Big Four-serie was een serie zware motorfietsen die het Britse merk Norton produceerde van 1908 tot 1954. De Norton Big Four was het zustermodel van het 500cc-Model 16 en de ontwikkelingen liepen vrijwel gelijk.

## Voorgeschiedenis
James Lansdowne Norton had in 1898 de Norton Mfg. Company opgericht. Dit bedrijf maakte onderdelen voor fietsen, maar dankzij Norton's vriendschap met Charles Riley Garrard, die het Franse merk Clément vertegenwoordigde met zijn merk Clément-Garrard, kon hij in 1902 Clément-motorfietsen in licentie gaan maken, de Norton Energette. In 1907 bracht Norton de 726cc-Norton-Peugeot uit. Het was in de periode dat Britse motorfietsfabrikanten nog afhankelijk waren van inbouwmotoren van het Europese vasteland. Vanaf 1905 bracht de Britse concurrentie al modellen met eigen motoren uit en in 1908 was Norton ook zo ver. Het introduceerde een lichte tweetakt, de Nortonette, het 500cc-Norton 3½ HP Model en een zware 633cc-zijspantrekker, het Model 1 Big Four.

## Naamgeving
De naam "Big Four" kwam van het fiscaal vermogen van 4 pk. In werkelijkheid leverde de machine in de laatste jaren een vermogen van ca. 14 pk.

## Norton Model 1 Big Four
In 1908 was de kop/zijklepmotor van de Norton-Peugeot eigenlijk al ouderwets vergeleken met de volledige zijklepmotoren. Daar kwam nog bij dat Norton eigen motorblokken wilde maken zonder afhankelijk te zijn van buitenlandse motorenleveranciers. Met het 3½ HP Model kon Norton zijn klanten al voorzien van een goede toermotorfiets, maar het wilde ook de zijspanrijders van een goede zijspantrekker voorzien. Daarbij stuitte het op enkele problemen: er moest een vorm van koppeling komen, om te voorkomen dat de motor bij elke stop afsloeg en met zijspan en al aangefietst moest worden. Daarnaast waren versnellingen nodig. Beiden bestonden nog niet, maar het probleem werd opgelost door de toepassing van een free engine hub en de "Brampton Variable Gear". Dat was een dubbele poelie die op het uiteinde van de krukas kon worden gemonteerd en waardoor de aandrijfriem met twee overbrengingsverhoudingen kon werken. Het Norton Model 1 Big Four werd gepresenteerd op de Stanley Show van 1908.

### Motor
De motor was een dwarsgeplaatste, luchtgekoelde staande eencilinderzijklepmotor met een boring van 82 mm, een slag van 120 mm en een cilinderinhoud van 633,7 cc. De ontsteking werd verzorgd door een Bosch-magneet die door een kort kettinkje vanaf de uitlaatnokkenas werd aangedreven. De brandstofvoorziening werd verzorgd door een B&B-carburateur. De smering geschiedde door een total loss-smeersysteem met een handpompje dat regelmatig door de berijder zelf gebruikt moest worden.

### Transmissie
Op de krukas zat de Brampton Variable Gear-poelie met twee overbrengingsverhoudingen. Van daaruit dreef een aandrijfriem het achterwiel met free engine hub aan.

### Rijwielgedeelte
De machine was voorzien van een brugframe, waarbij de motor een dragend deel vormde. Aan de voorkant zat een door Druids geleverde girder-achtige voorvork en een velgrem. Achtervering was er niet. Het achterwiel werd geremd door een belt rim brake.

### Eerste Wereldoorlog
Tijdens de Eerste Wereldoorlog moesten veel Britse motorfietsfabrikanten hun productie staken om de schaarse middelen (rubber, staal en aluminium) voor de oorlogsproductie beschikbaar te houden. Norton mocht wel blijven produceren. Zowel het Norton 3½ HP Model als het Model 1 Big Four bleven in productie, maar niet voor het Britse leger. Dat zwoer bij het 550cc-Triumph Model H. Norton leverde zijn motorfietsen aan het leger van Rusland.

### Ontwikkelingen

#### Motor
Tijdens de Eerste Wereldoorlog werd de levering van de (Duitse) Bosch-ontstekingsmagneten gestaakt en moest men overschakelen op ontstekingsmagneten van het Britse CAV. Na de oorlog kwamen de Bosch-ontstekingsmagneten weer terug. Met het verschijnen van de zadeltank in 1929 moest ook de total loss-smering vervallen. De olie werd nu opgeslagen in een aparte olietank onder het zadel en er kwam een dry-sumpsysteem. In 1931 werd de (Lucas) ontstekingsmagneet verplaatst naar de achterkant van de cilinder, waardoor het motorblok compacter werd.

#### Transmissie
Rond 1910 werd de Brampton Variable Gear overbodig omdat er naafversnellingen kwamen. Het Norton Model 1 Big Four werd voorzien van een ROC-tweeversnellingsnaaf, gecombineerd met de free engine hub. In 1919 kregen de machines een koppeling, een Sturmey-Archer drieversnellingsbak en een volledige kettingaandrijving.

#### Rijwielgedeelte
Toen in 1919 de volledige kettingaandrijving verscheen, werd in het achterwiel een dummy belt rim brake toegepast. Rond 1922 schakelde ook Norton over op trommelremmen voor en achter. In 1927 werd de voorvork robuuster en kwamen er ook grotere trommelremmen. In 1929 werd de 10-liter flattank vervangen door een zadeltank met een inhoud van 12,5 liter.

#### Afbeeldingen

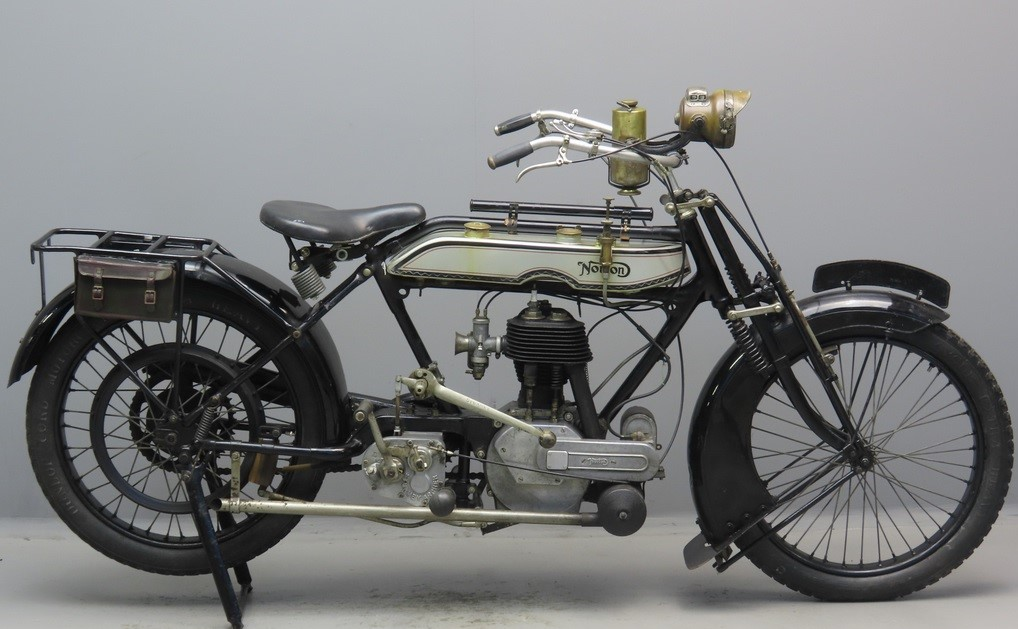
Model 1 Big Four uit 1921 met volledige kettingaandrijving.
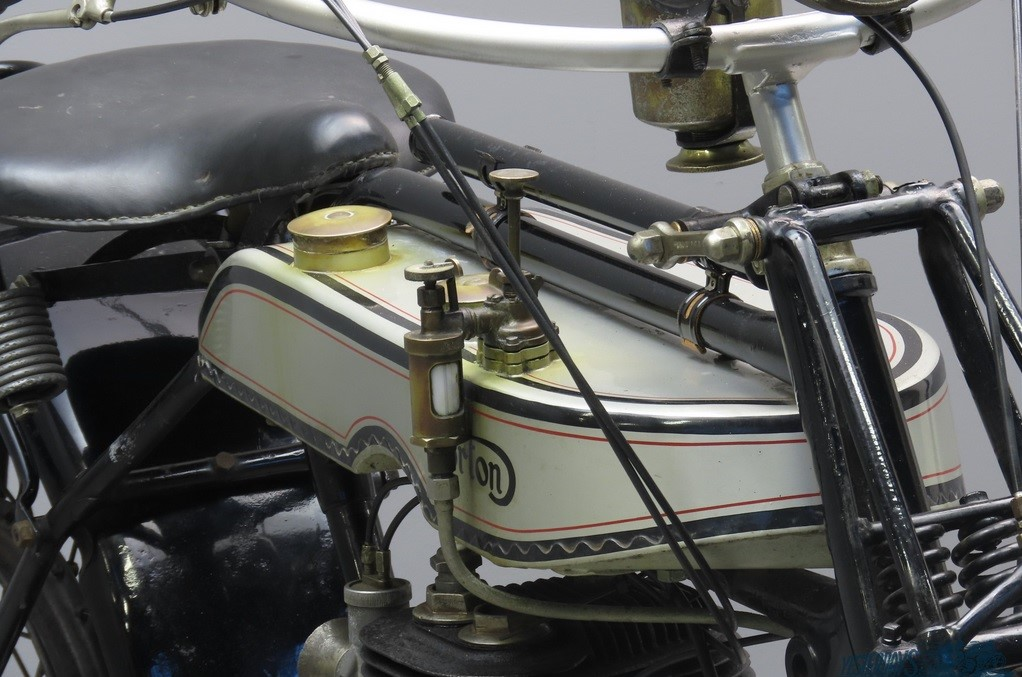
"Utility"-tank met uitsparing om de kleppen te vervangen en de handpomp voor de total loss-smering.
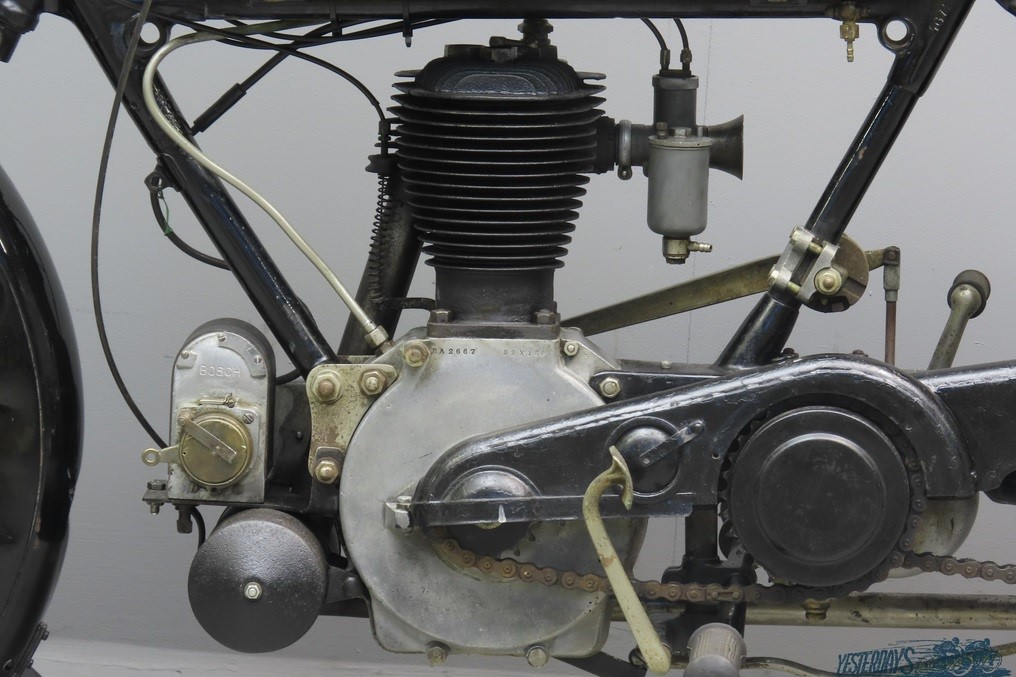
Linkerkant van het motorblok met de Bosch-ontstekingsmagneet, de primaire ketting en het rempedaal.
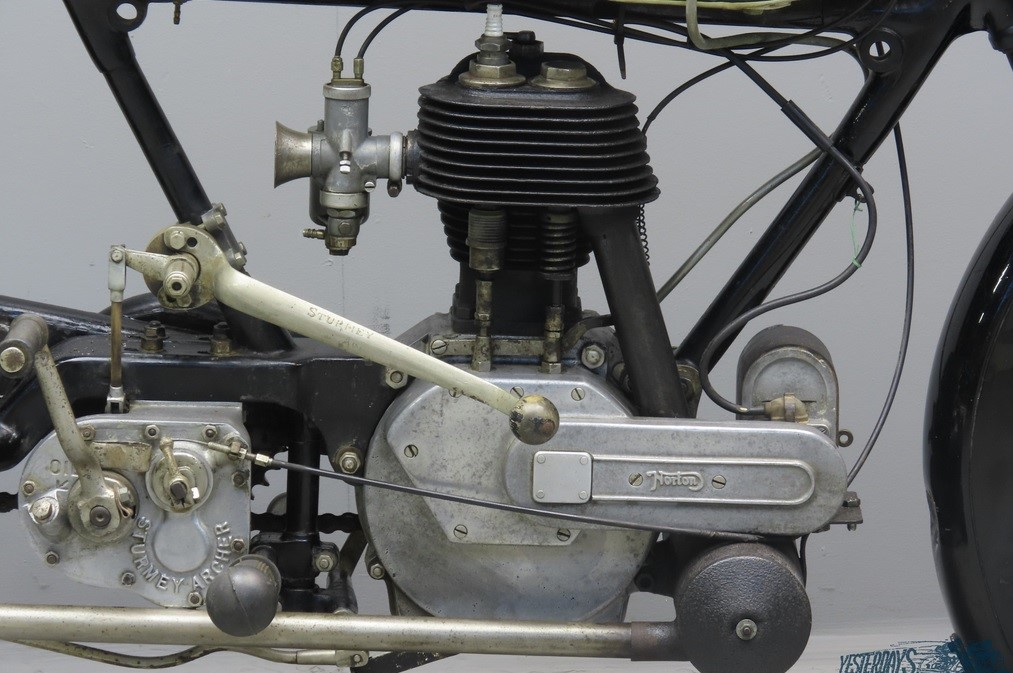
Rechterkant van het motorblok met de aandrijving van de magneet, de kleppen, de carburateur en de versnellingsbak met schakelhendel en kickstarter.
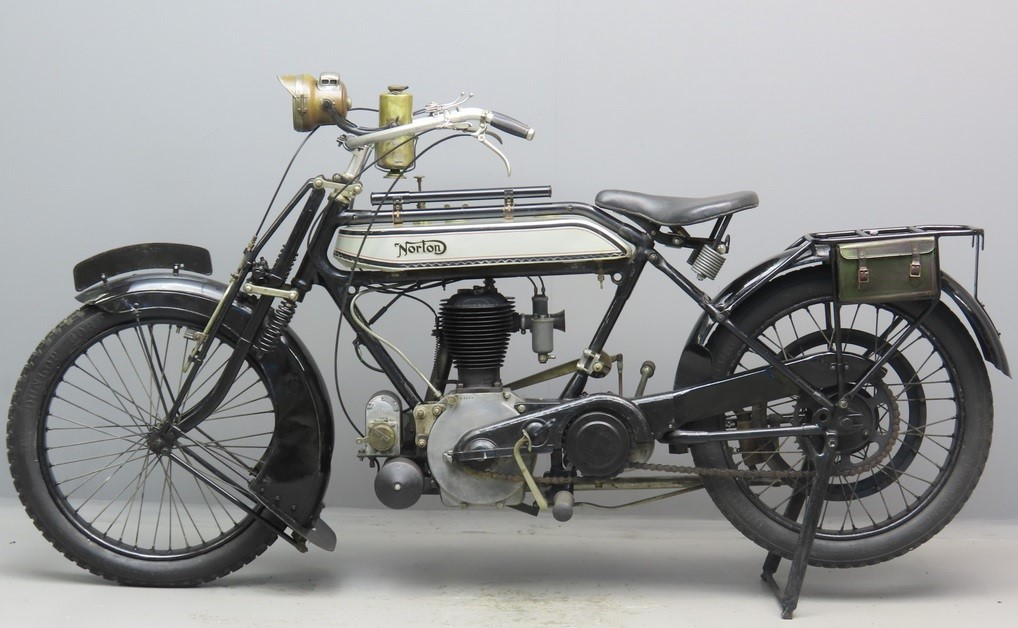
De machine heeft een aantal accessoires, zoals een voorstandaard, gereedschapstasje, acetyleenverlichting en een bandenpompje op de tank.

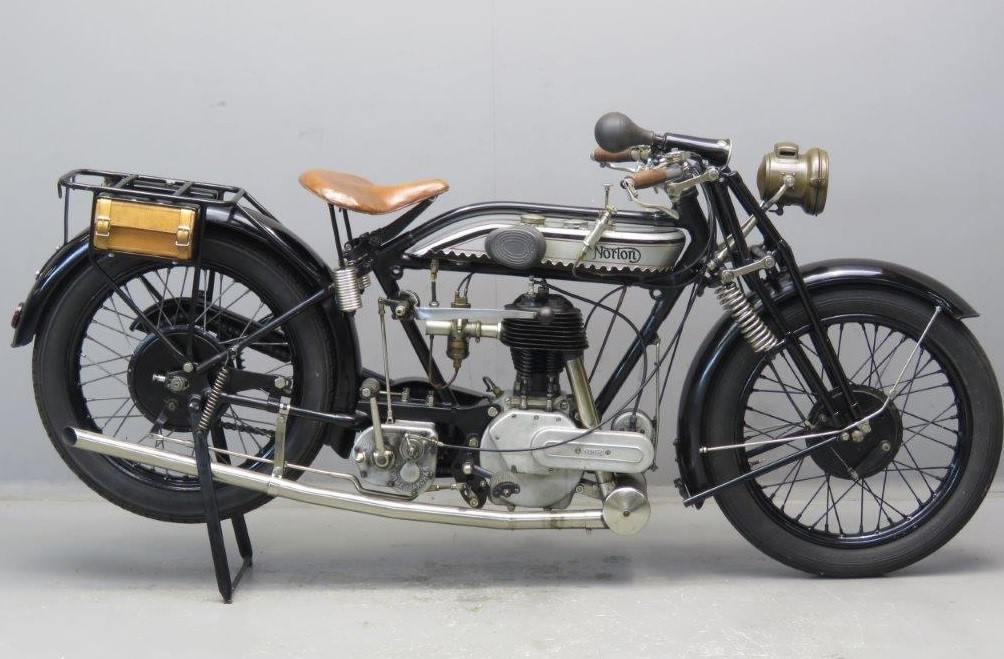
In 1927 werd het de voorvork verstevigd en er zaten trommelremmen voor en achter.
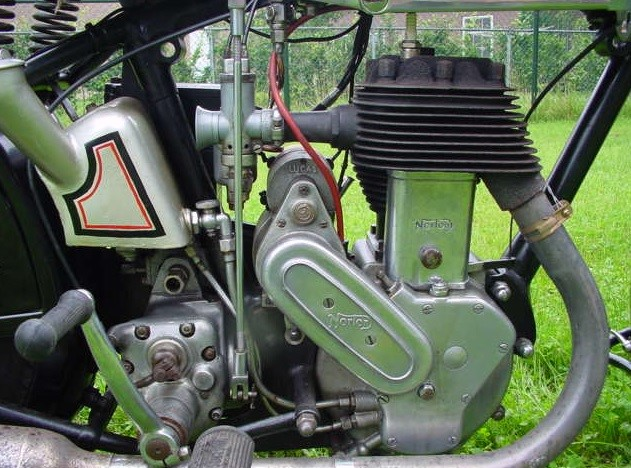
Big Four uit 1933, met de ontstekingsmagneet (inmiddels van Lucas) nu achter de cilinder,
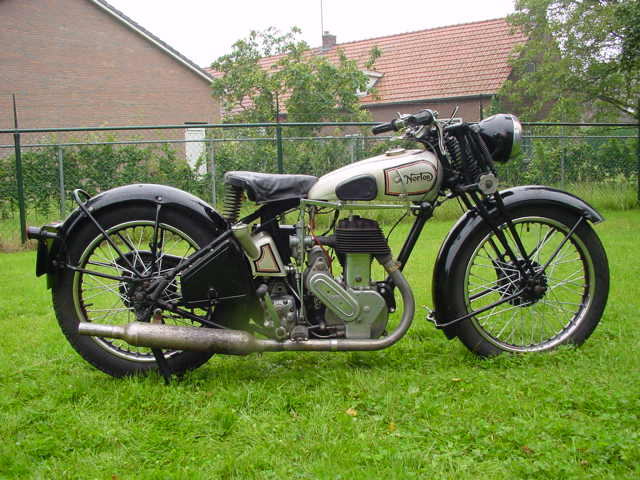
Sinds 1929 was er al een zadeltank en olietank en frictiedempers op de voorvork, zoals bij deze Big Four uit 1933. Het driehoekige gereedschapskastje was typisch voor alle Britse merken.
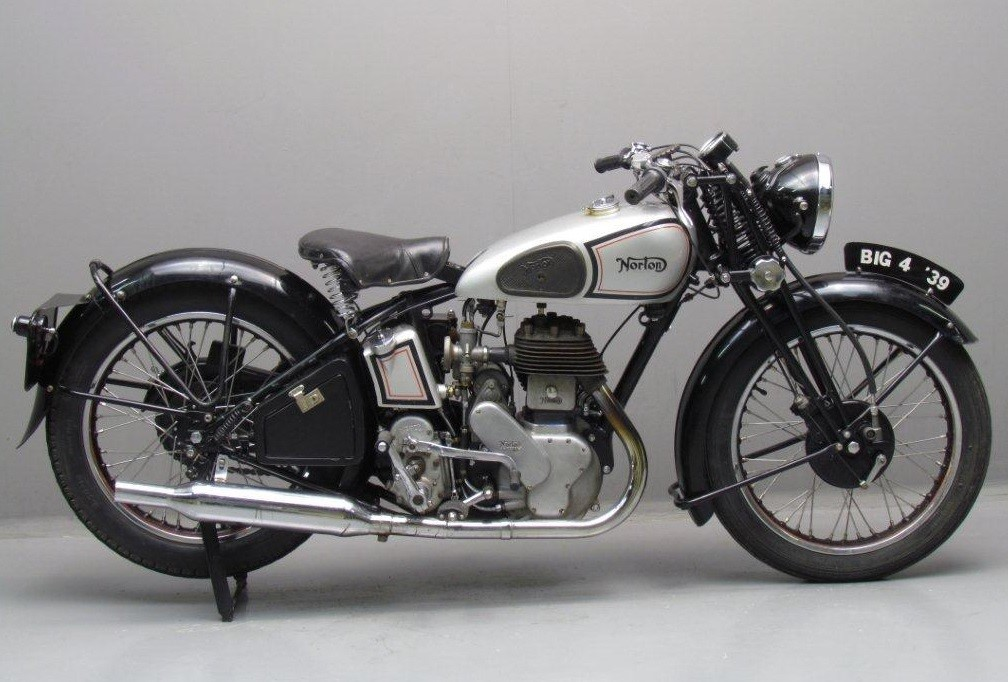
Big Four uit 1939 met elektrische verlichting en Smiths-snelheidsmeter

## Norton Model 14
In 1926 verscheen het Norton Model 14. Het was een toermotor met het Big Four-blok, maar voorzien van de Norton Crossover-vierversnellingsbak in plaats van de Sturmey-Archer-drieversnellingsbak. "Crossover" betekende dat de secundaire aandrijving naar rechts verhuisde. Dat was voor een Britse zijspancombinatie waarbij het zijspan links zat makkelijker te onderhouden en het gebeurde ook bij het Norton Model 24 en het Norton Model 44. Het Model 14 werd waarschijnlijk tot 1928 geproduceerd.

## Norton WD Big Four
De Norton WD Big Four was een zijspancombinatie voor militair gebruik die geproduceerd werd in 1940 en 1941. De letters "WD" stonden dan ook voor "War Department". Ze ontstond uit een project met een zijspancombinatie met aangedreven zijspanwiel die in de jaren dertig voor trials werd gebruikt. De inspiratie kwam waarschijnlijk van de Duitse Zündapp KS 750 en BMW R75, die ook zijspanwielaandrijving hadden. De Duitse machines waren echter veel beter met hun cardanaandrijving en 750cc-kopklep-boxermotoren die ca. 26 pk leverden. Daardoor konden ze ook een aanhangwagen trekken. De Norton kwam zeker niet verder dan 14 pk door de zeer lage compressieverhouding van 4,8:1, maar had wel veel koppel onderin. De Big Four had zijn betrouwbaarheid echter wel bewezen en was ook in oorlogssituaties eenvoudig te onderhouden. De machine kon twee of drie militairen vervoeren en werd ingezet voor verkenningen, maar ook voor munitietransport naar het front in de eerste jaren van de oorlog, toen ze werd ingezet in Frankrijk en België. Ze kon ook worden uitgerust met een Brengun of een 3 inch mortier. Voor de aandrijving van het zijspanwiel was aan het achterste kettingtandwiel van de motorfiets een schuifkoppeling aangebracht om de zijspanwielaandrijving in te schakelen. Daarnaast zat een cardanas die het zijspanwiel aandreef. Hoewel de motorfiets zelf geen achtervering had, werd het zijspan afgeveerd door een vierbladige bladveer met twee frictiedempers. Er waren vijf versies van het zijspan:
- Versie 1: met zijspan voor een passagier, reservewiel op de achterkant van het zijspan.
- Versie 2: met zijspan voor een passagier, reservewiel op de voorkant van het zijspan.
- Versie 3: met bagagezijspan
- Versie 4: met zijspan voor mortier zonder ruimte voor passagier
- Versie 5: met zijspan voor een passagier met affuit voor Brengun

Er werden ongeveer 4700 exemplaren van de WD Big Four geproduceerd, waarvan een groot aantal verloren ging tijdens de Operatie Dynamo in Duinkerke en de Operatie Cycle in Le Havre. In 1941 werd de productie gestaakt toen de Willys MB/Ford GPW "Jeep" verscheen. Die werd op basis van de Leen- en Pachtwet ook aan het Britse leger verkocht en was praktischer in het gebruik.

### Afbeeldingen

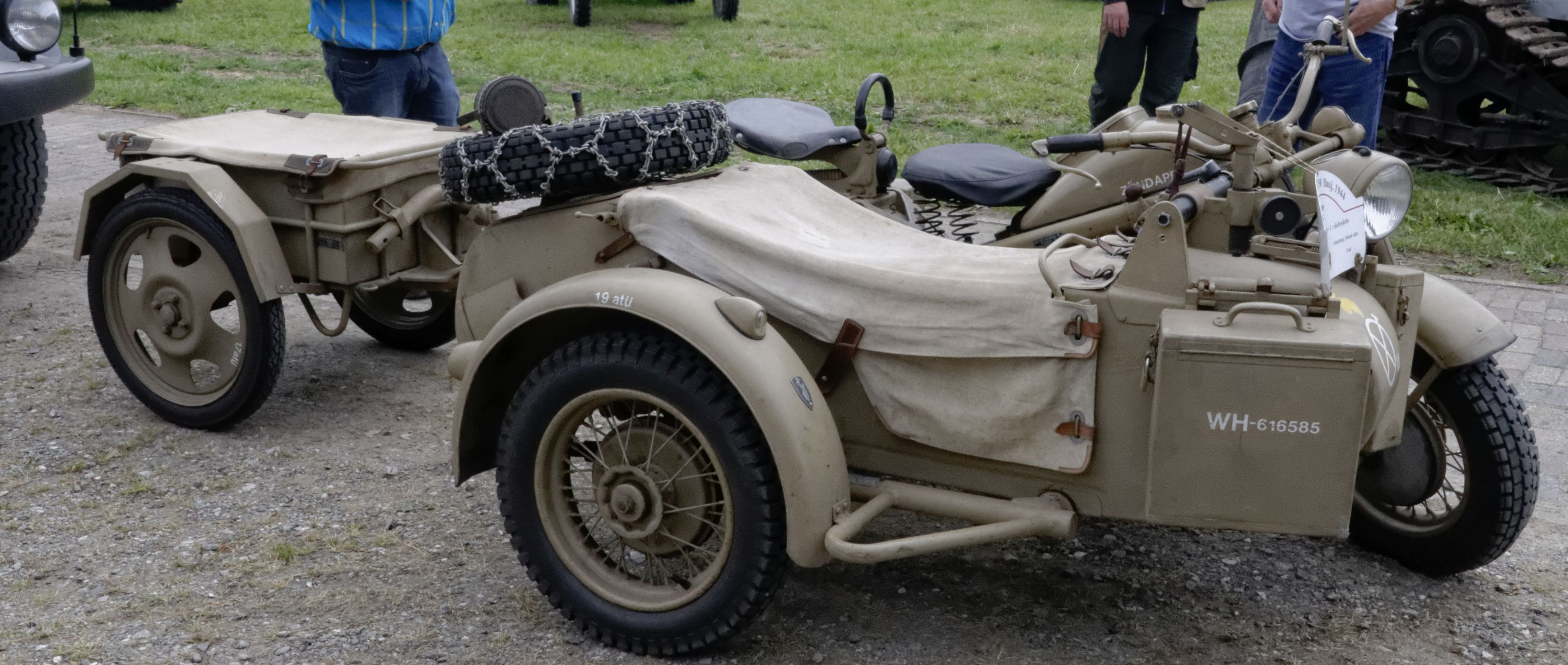
Zündapp KS 750
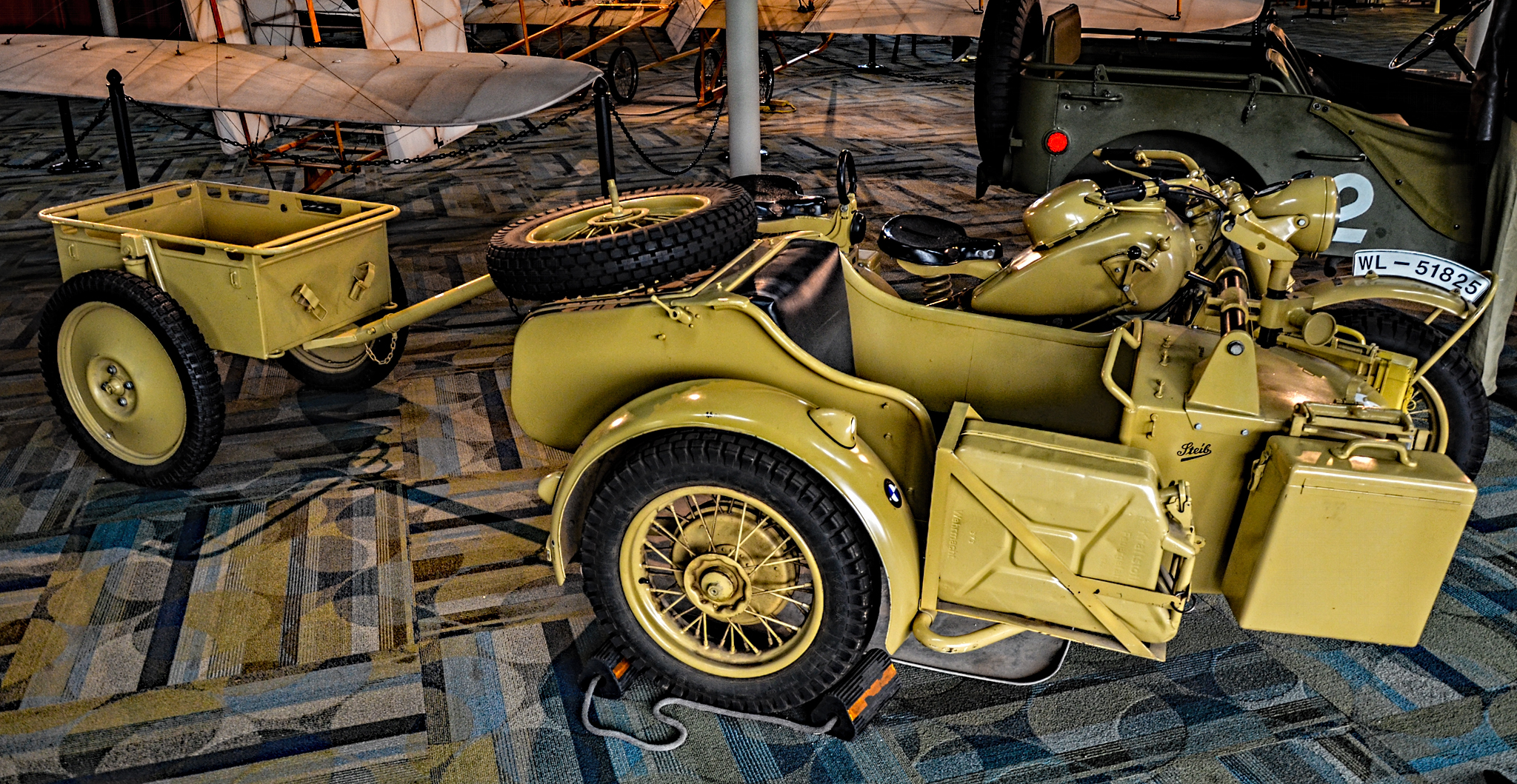
BMW R75 Wehrmachtsgespann
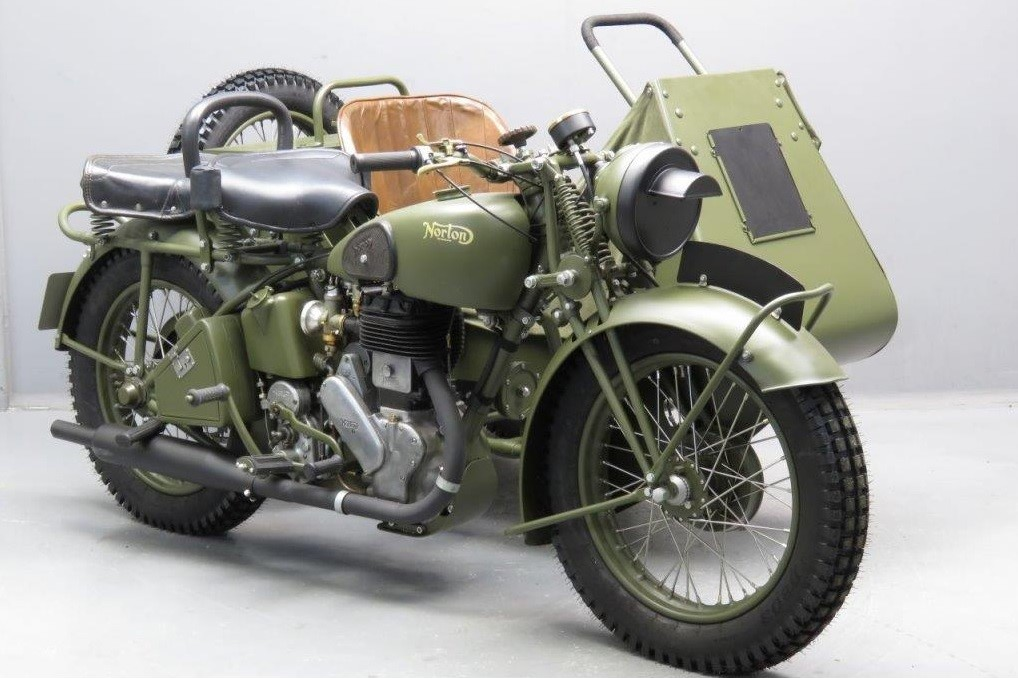
Norton WD Big Four
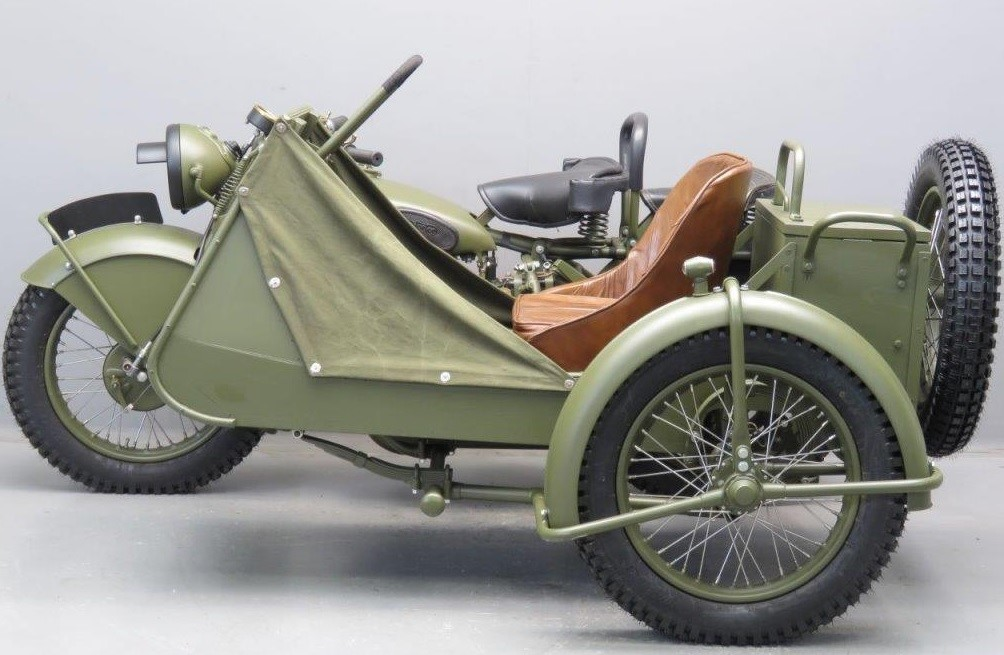
Norton WD Big Four
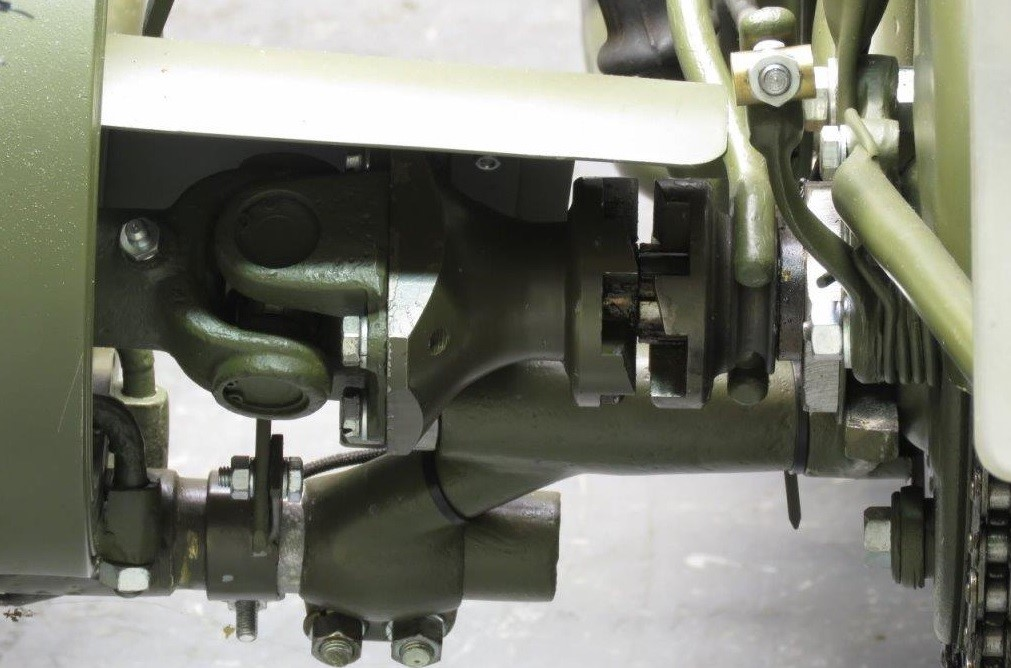
Zijspanwielaandrijving met schuifkoppeling en kruiskoppeling van de cardanas
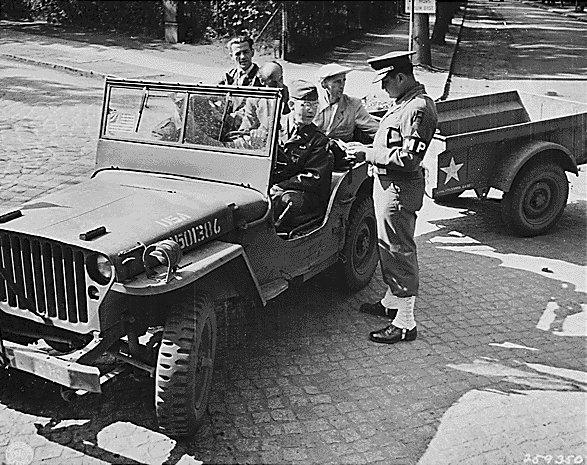
De Willys MB/Ford GPW "Jeep" maakte militaire zijspancombinaties overbodig.

## Norton Big Four
Na de oorlog liep de productie van het Model 1 Big Four nog even door, maar in 1948 werd het model aangepast. Een hoognodige verbetering was het vervangen van de oude Girdervork door de nieuwe Norton Roadholder-telescoopvork en het brugframe door een semi-dubbel wiegframe, maar ook de motor werd aangepast. De slag werd verkleind tot 113 mm, waardoor de cilinderinhoud nu op 596,8 cc kwam. De machine had nog steeds geen achtervering. In 1954 was het echt tijd voor grote vernieuwingen, waaronder een swingarm en een duozadel. De zijklepmotoren waren echter - ook als zijspantrekker, niet meer in zwang en Norton nam zowel de Big Four als het zustermodel Norton 16H uit productie. De taak als zijspantrekker werd in 1949 overgenomen door de 500cc-tweecilinder Norton Dominator Model 7 met kopklepmotor.

## Afbeelding

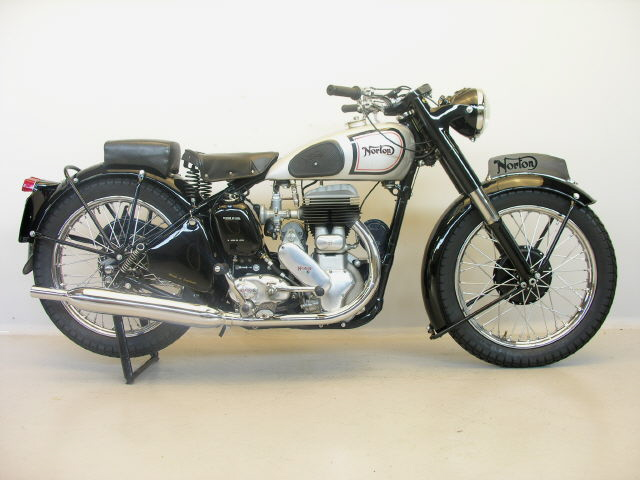
Big Four uit 1952, met de nieuwe Roadholder fork en semi-dubbel wiegframe.

## Technische gegevens
| Norton                 | Model 1 Big Four                                                             | Model 14                                     | WD Big Four                                  | Big Four 1948-1954                           |
| ---------------------- | ---------------------------------------------------------------------------- | -------------------------------------------- | -------------------------------------------- | -------------------------------------------- |
| Periode                | 1908-1947                                                                    | 1926-1928                                    | 1940-1941                                    | 1948-1954                                    |
| Categorie              | Zijspantrekker                                                               | Toer                                         | Zijspancombinatie                            | Zijspantrekker                               |
| Motortype              | Zijklepmotor                                                                 | Zijklepmotor                                 | Zijklepmotor                                 | Zijklepmotor                                 |
| Bouwwijze              | Dwarsgeplaatste staande eencilinder                                          | Dwarsgeplaatste staande eencilinder          | Dwarsgeplaatste staande eencilinder          | Dwarsgeplaatste staande eencilinder          |
| Koeling                | Lucht                                                                        | Lucht                                        | Lucht                                        | Lucht                                        |
| Boring                 | 82 mm                                                                        | 82 mm                                        | 82 mm                                        | 82 mm                                        |
| Slag                   | 120 mm                                                                       | 120 mm                                       | 120 mm                                       | 113 mm                                       |
| Cilinderinhoud         | 633,7 cc                                                                     | 633,7 cc                                     | 633,7 cc                                     | 596,8 cc                                     |
| Carburateur(s)         | Brown & Barlow, Vanaf eind jaren twintig: Amal                               | Amal                                         | Amal                                         | Amal                                         |
| Ontsteking             | Bosch-magneet, vanaf ca. 1929: Lucas-magneet                                 | Bosch-magneet, vanaf ca. 1929: Lucas-magneet | Bosch-magneet, vanaf ca. 1929: Lucas-magneet | Bosch-magneet, vanaf ca. 1929: Lucas-magneet |
| Smeersysteem           | Total loss, vanaf 1929: Dry-sump                                             | Total loss                                   | Dry-sump                                     | Dry-sump                                     |
| Compressieverhouding   | 4,5:1                                                                        | 4,5:1                                        | 4,8:1                                        | Onbekend                                     |
| Vermogen               | 4 pk                                                                         | 4 pk                                         | 4 pk                                         | 14 pk                                        |
| Topsnelheid            | 80 km/uur (met zijspan)                                                      | Onbekend                                     | Onbekend                                     | Onbekend                                     |
| Primaire aandrijving   | Brampton Variable Gear, vanaf ca. 1910: geen vanaf 1919: Ketting             | Ketting                                      | Ketting                                      | Ketting                                      |
| Koppeling              | Free engine hub, vanaf 1919: meervoudige droge plaat                         | Meervoudige droge plaat                      | Meervoudige droge plaat                      | Meervoudige droge plaat                      |
| Versnellingen          | 2, vanaf ca. 1919: 3                                                         | 4                                            | 3                                            | 4                                            |
| Secundaire aandrijving | Riem, vanaf 1919: ketting                                                    | Ketting                                      | Ketting                                      | Ketting                                      |
| Rijwielgedeelte        | Brugframe                                                                    | Brugframe                                    | Brugframe                                    | Semi-dubbel wiegframe                        |
| Voorvork               | Girder-type Druids                                                           | Girder-type Druids                           | Girder-type Druids                           | Roadholder-telescoopvork                     |
| Achtervork             | Star                                                                         | Star                                         | Star                                         | Star                                         |
| Voorrem                | Velgrem, vanaf 1922: trommelrem                                              | Trommelrem                                   | Trommelrem                                   | Trommelrem                                   |
| Achterrem              | Belt rim brake, vanaf ca. 1920: dummy belt rim brake, vanaf 1922: trommelrem | Trommelrem                                   | Trommelrem                                   | Trommelrem                                   |
| Tankinhoud             | 10 liter, vanaf 1929: 12,5 liter                                             | 10 liter                                     | 15,9 liter                                   | 15,9 liter                                   |
| Droog gewicht          | Onbekend                                                                     | Onbekend                                     | Onbekend                                     | 187 kg                                       |